# Robert T. Smith
Pour les articles homonymes, voir Smith.
Robert Tharp « R.T. » Smith, né le 23 février 1918 à York et mort le 21 août 1995 à Van Nuys, est un aviateur américain.

## Biographie
Il participe à la Seconde Guerre mondiale, notamment dans l'escadrille des Tigres volants.

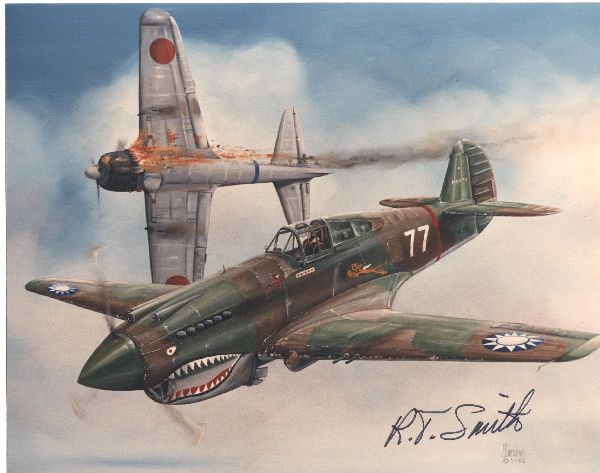
Photographie dédicacée.
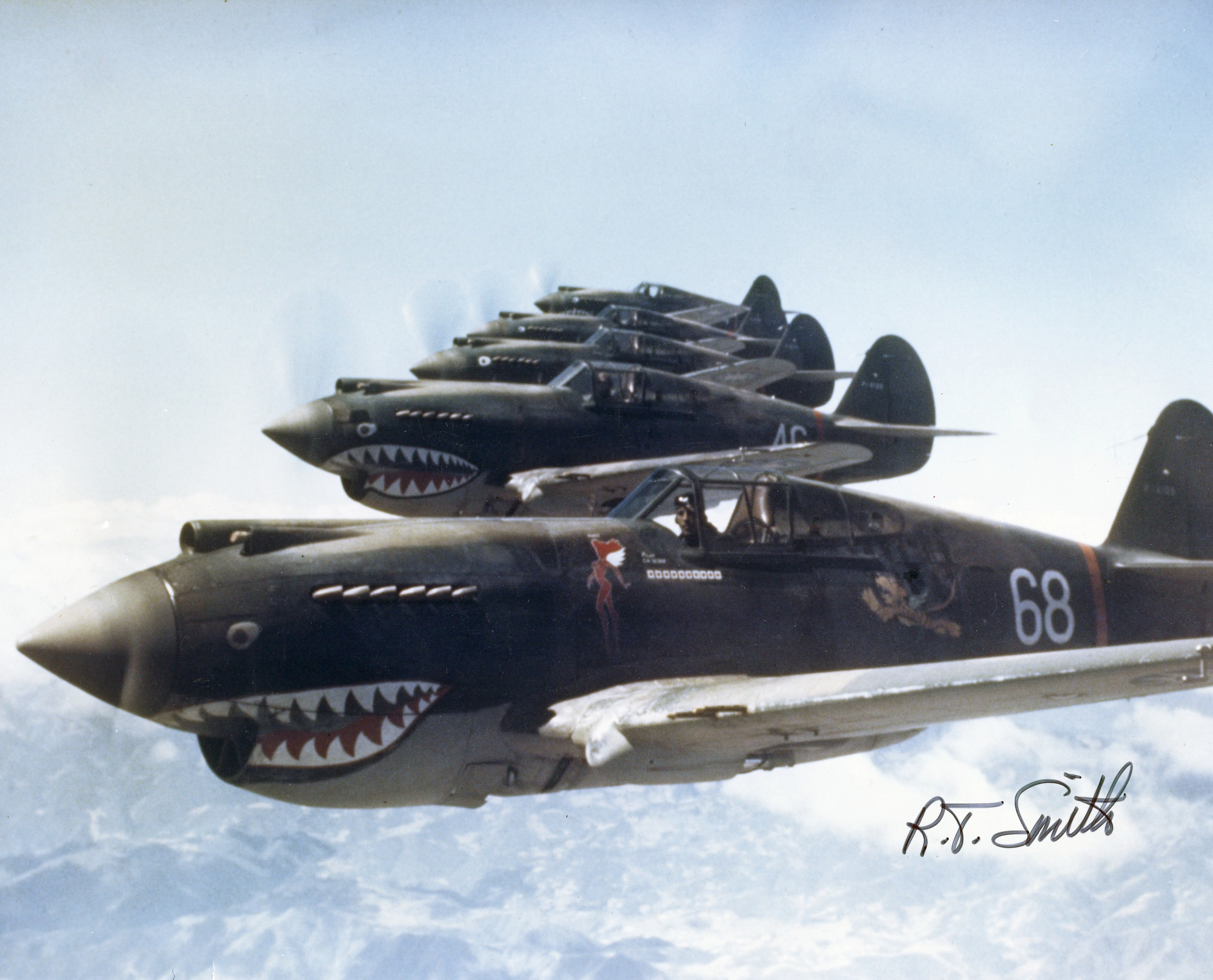
Photographie dédicacée.